# هنري توماس (منافس ألعاب قوى)
هنري توماس (بالإنجليزية: Henry Thomas)‏ هو منافس ألعاب قوى أمريكي، ولد في 10 يوليو 1967.

## وصلات خارجية
- هنري توماس على موقع الاتحاد الدولي لألعاب القوى (الإنجليزية)